# Waterbank

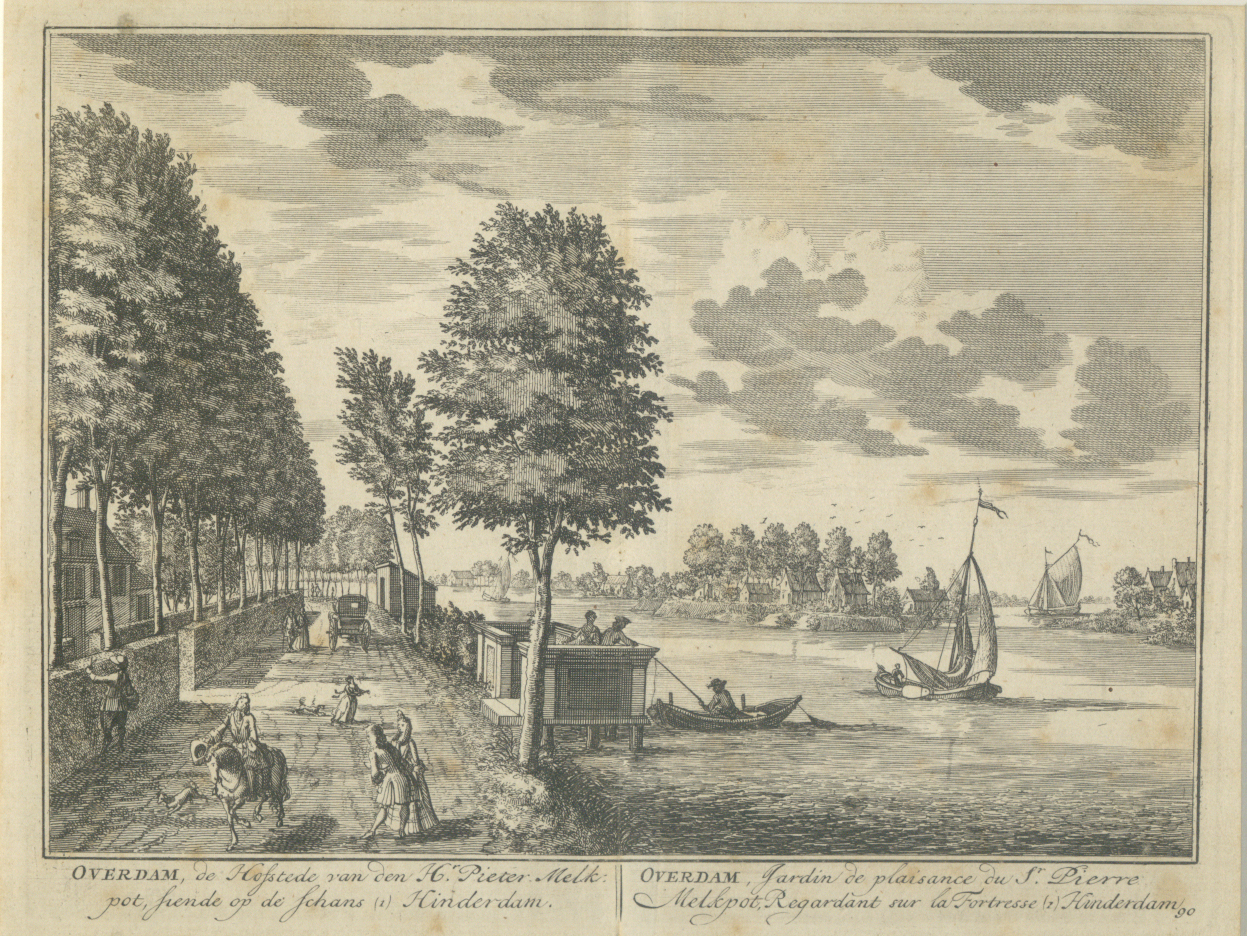
Waterbank aan de rivieroever bij Fort bij Hinderdam in een prent uit 1719.

1. Een waterbank of waterstoel is een houten vlonder of steiger aan de waterkant, meestal aan drie zijden omsloten door een balustrade met zitbanken. Waterbanken werden gebruikt als uitzichtpunt of belvedère. Waterbanken bouwde men in de 17e en 18e eeuw onder meer langs de Utrechtse Vecht bij buitenplaatsen en hofstedes.
Een nagebouwde waterbank is in 2011 geplaatst aan de Vecht tegenover het Fort bij Hinderdam, op de grens van de provincies Utrecht en Noord-Holland. Deze is echter niet, zoals bij de historische uitvoering, geconstrueerd op palen boven het water maar op de oever van de rivier.
2. Een waterbank is ook een voorziening voor opslag van regenwater of restwater.